# Haarschwänze
Haarschwänze (Trichiuridae) sind eine Familie von Raubfischen, die in den wärmeren Bereichen von Atlantik, Pazifik und Indischem Ozean in den tieferen Zonen leben. Es gibt 47 Arten in zehn Gattungen und drei Unterfamilien.

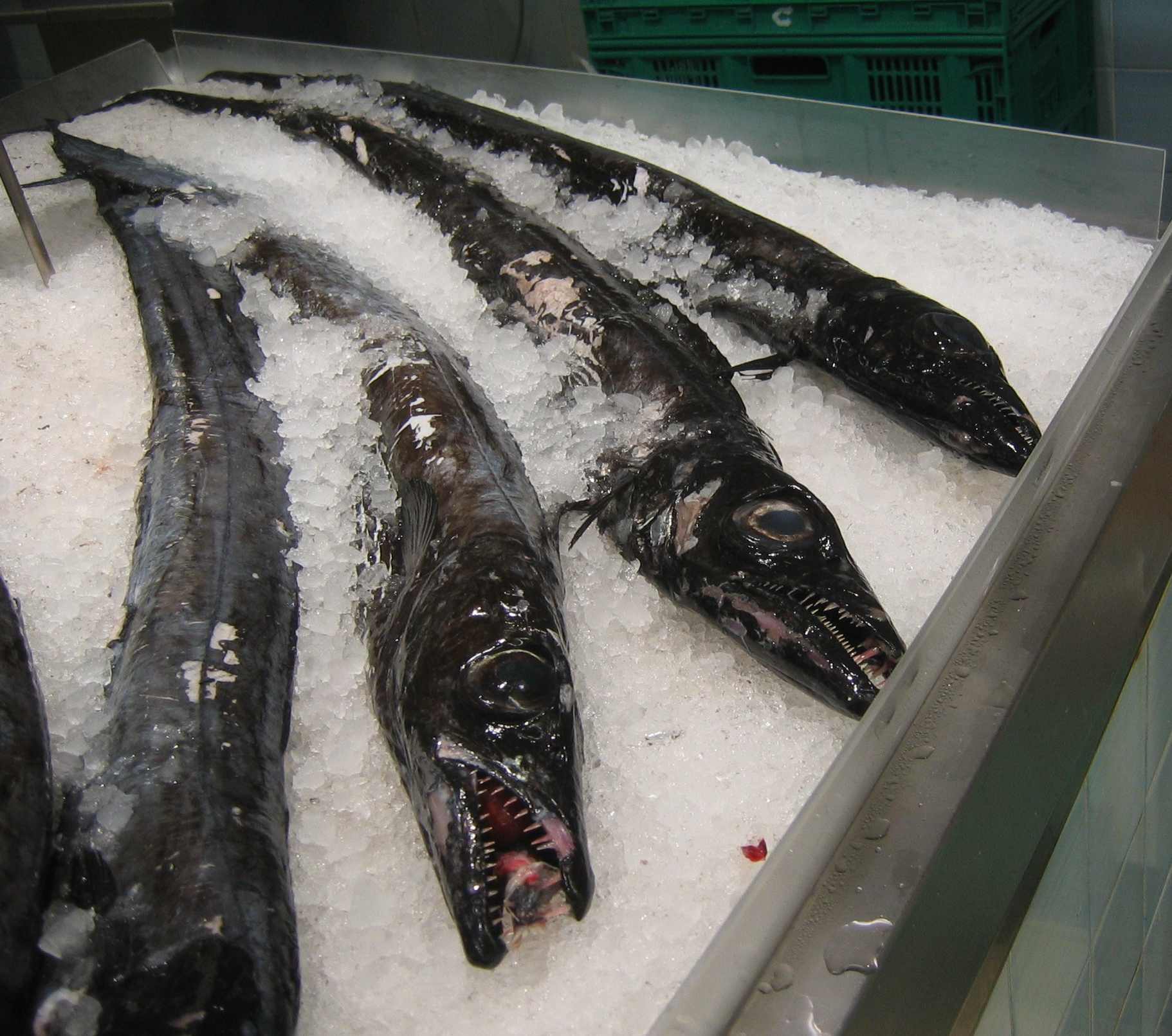
Frischer Degenfisch

## Merkmale
Haarschwänze werden je nach Art 18 Zentimeter bis 2,30 Meter lang. Sie haben einen langen, bandförmigen, seitlich stark abgeflachten Körper. Die mit Fangzähnen besetzte Mundspalte reicht bis zu den Augen, der Unterkiefer des spitzen Mauls steht vor. Die Rückenflosse erstreckt sich fast über den gesamten Körper, die Schwanzflosse ist klein und gegabelt, oder sie fehlt, die Bauchflosse ist zu einem Stachel reduziert, die Afterflosse fehlt meist. Die Tiere haben keine Schuppen. Vor den Augen liegt nur je ein äußeres Nasenloch. Die Wirbelzahl liegt bei 98 bis 192.

## Systematik

### Unterfamilie Aphanopodinae
Bei der Unterfamilie Aphanopodinae ist die Schwanzflosse klein und gegabelt. Die kleine Bauchflosse hat einen schuppenartigen Stachel und einen rudimentären weichen Flossenstrahl. Teilweise verlieren adulte Tiere die Bauchflossen. Die lange Rückenflosse ist durch einen Einschnitt in den von 38 bis 46 Flossenstrahlen gestützten hartstrahligen und den weichstrahligen Teil geteilt.
- Aphanopus Lowe, 1839Schwarzer Degenfisch
(Aphanopus carbo)
  - Aphanopus arigato Parin, 1994
  - Aphanopus beckeri Parin, 1994

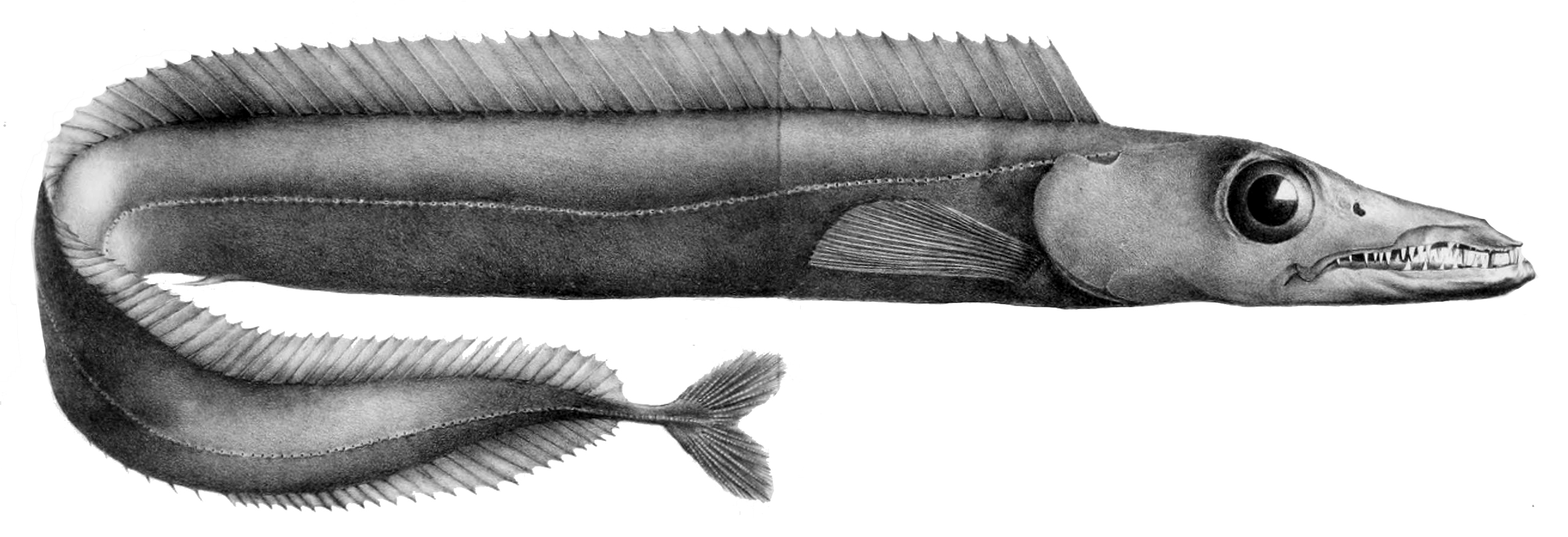
Schwarzer Degenfisch
(Aphanopus carbo)

  - Aphanopus capricornis Parin, 1994
  - Schwarzer Degenfisch (Aphanopus carbo Lowe, 1839)
  - Aphanopus intermedius Parin, 1983
  - Aphanopus microphthalmus Norman, 1939
  - Aphanopus mikhailini Parin, 1983
- Benthodesmus Goode & Bean, 1882Benthodesmus simonyi

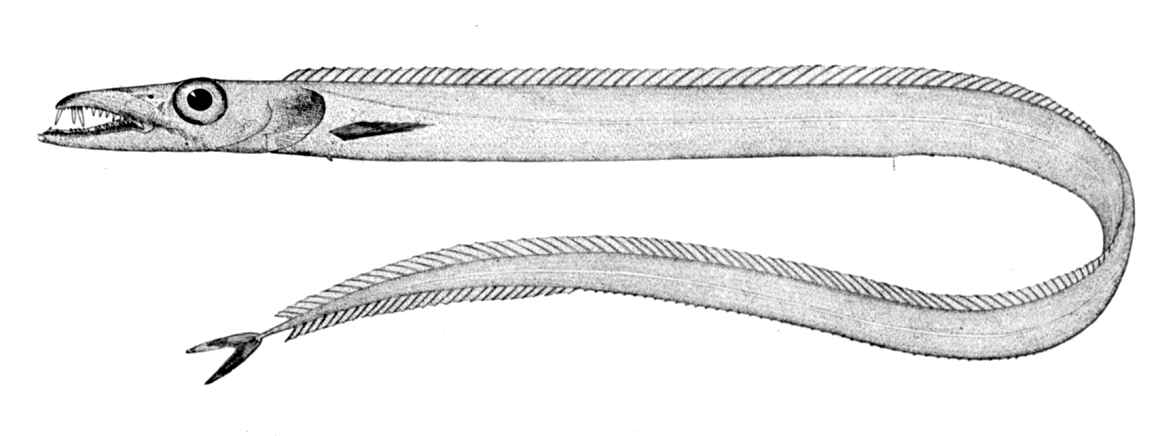
Benthodesmus simonyi

  - Benthodesmus elongatus (Clarke, 1879)
  - Benthodesmus macrophthalmus Parin & Becker, 1970
  - Benthodesmus neglectus Parin, 1976
  - Benthodesmus oligoradiatus Parin & Becker, 1970
  - Benthodesmus pacificus Parin & Becker, 1970
  - Benthodesmus papua Parin, 1978Benthodesmus tenuis

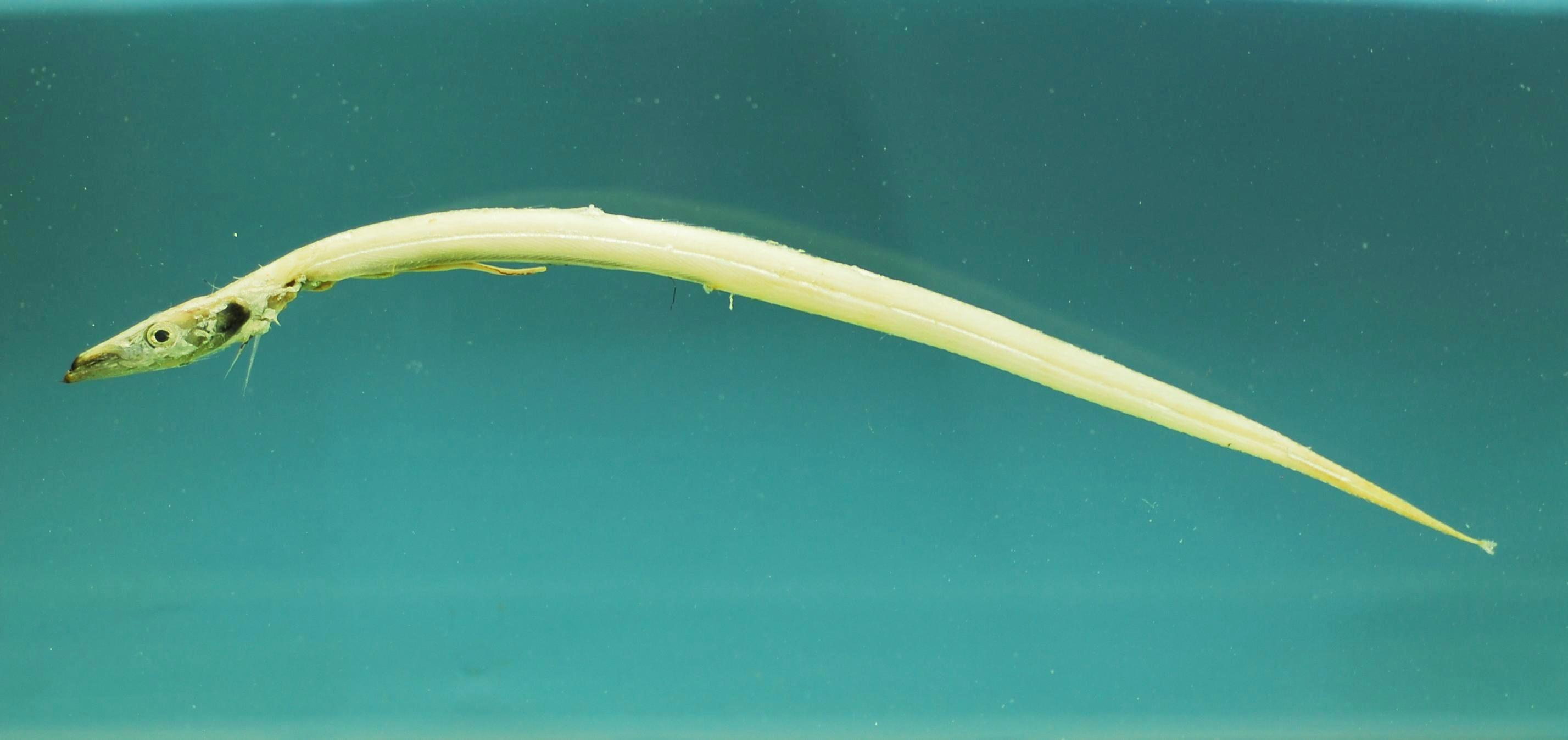
Benthodesmus tenuis

  - Benthodesmus simonyi (Steindachner, 1891)
  - Benthodesmus suluensis Parin, 1976
  - Benthodesmus tenuis (Günther, 1877)
  - Benthodesmus tuckeri Parin & Becker, 1970
  - Benthodesmus vityazi Parin & Becker, 1970

### Unterfamilie Lepidopodinae

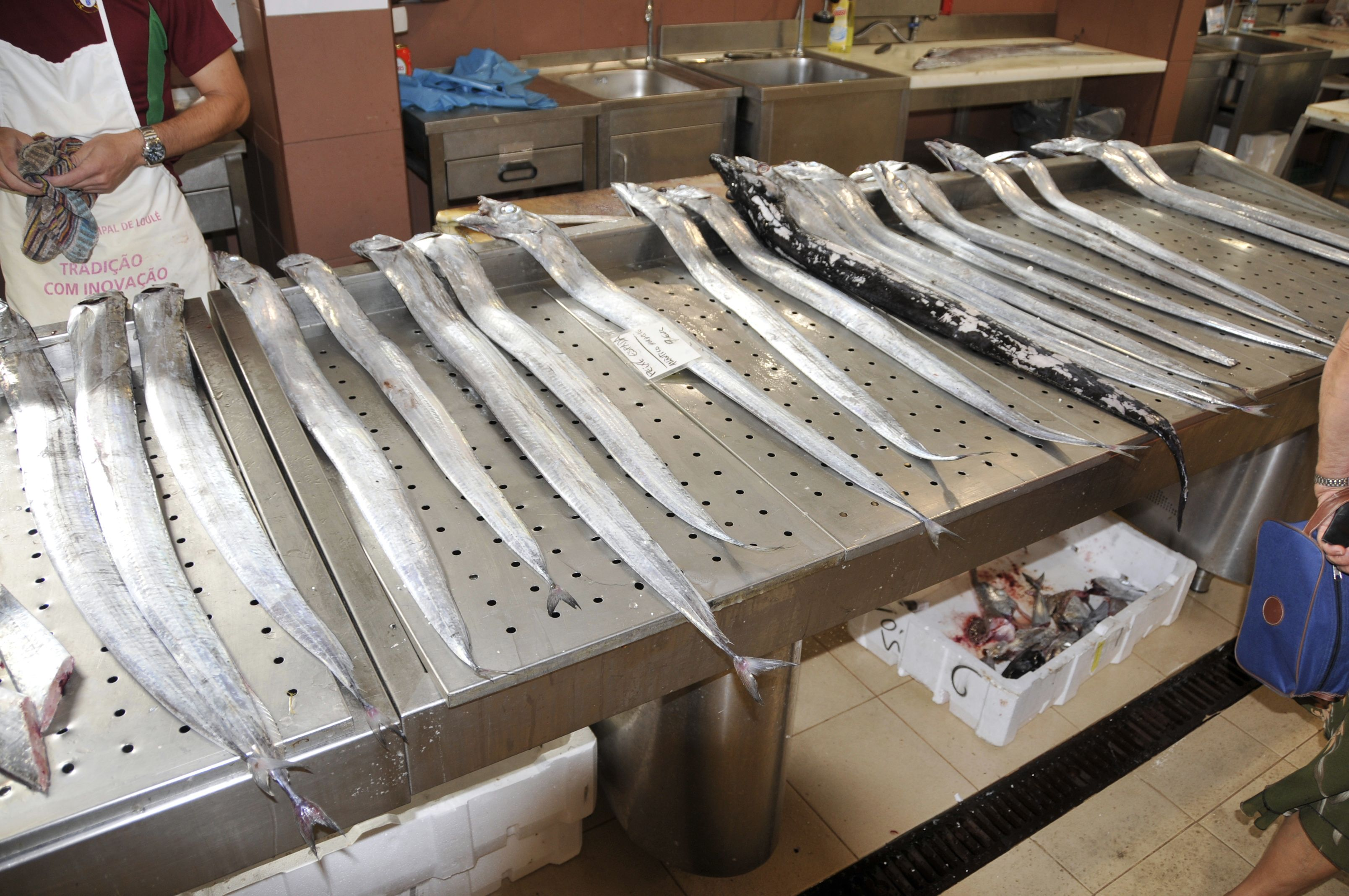
Degenfische auf einem Markt in Portugal

Bei der Unterfamilie Lepidopodinae (= Lepidopinae) ist die Schwanzflosse klein und gegabelt oder nicht vorhanden. Die Bauchflossen sind rudimentär. Die lange Rückenflosse ist ungeteilt und hat drei bis zehn Flossenstacheln. Die Seitenlinie fällt hinter den Brustflossen stufenweise ab.
- Assurger Whitley, 1933
  - Sägedegenfisch (Assurger anzac (Alexander, 1917))
- Eupleurogrammus Gill, 1862
  - Eupleurogrammus glossodon (Bleeker, 1860)
  - Eupleurogrammus muticus (Gray, 1831)
- Evoxymetopon Gill, 1863Evoxymetopon taeniatus

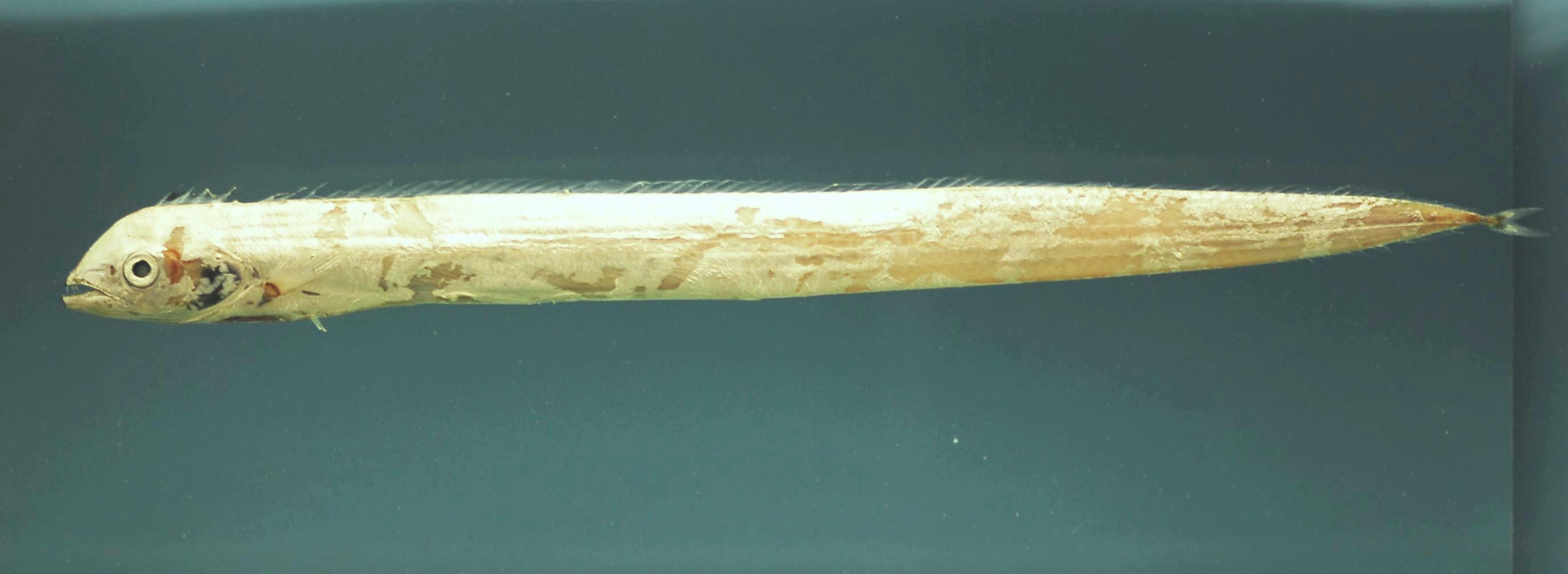
Evoxymetopon taeniatus

  - Evoxymetopon macrophthalmus Chakraborty, Yoshino & Iwatsuki, 2006
  - Evoxymetopon moricheni Fricke, Golani & Appelbaum-Golani, 2014
  - Evoxymetopon poeyi Günther, 1887
  - Evoxymetopon taeniatus Gill, 1863
- Lepidopus Gouan, 1770Lepidopus caudatus

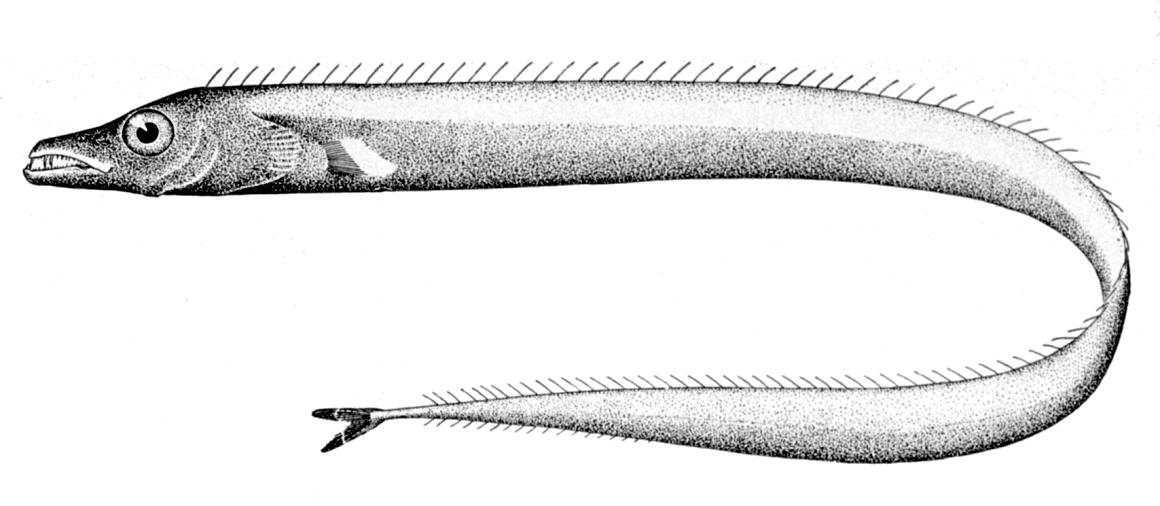
Lepidopus caudatus

  - Lepidopus altifrons Parin & Collette, 1993
  - Lepidopus calcar Parin & Mikhailin, 1982
  - Lepidopus caudatus (Euphrasen, 1788)
  - Lepidopus dubius Parin & Mikhailin, 1981
  - Lepidopus fitchi Rosenblatt & Wilson, 1987
  - Lepidopus manis Rosenblatt & Wilson, 1987

### Unterfamilie Trichiurinae
Bei der Unterfamilie Trichiurinae fehlen Schwanzflosse und Hypuralia, Bauchflossen und Beckengürtel. Die lange Rückenflosse ist ungeteilt und hat drei oder vier Flossenstacheln. Die Seitenlinie fällt hinter den Brustflossen plötzlich ab und verläuft dann nah an der Bauchseite.
- Demissolinea Burhanuddin & Iwatsuki, 2003
  - Demissolinea novaeguineensis Burhanuddin & Iwatsuki, 2003
- Lepturacanthus Fowler, 1905
  - Lepturacanthus pantului (Gupta, 1966)
  - Lepturacanthus roelandti (Bleeker, 1860)
  - Lepturacanthus savala (Cuvier, 1829)
- Tentoriceps Whitley, 1948
  - Kamm-Haarschwanz (Tentoriceps cristatus (Klunzinger, 1884))
- Trichiurus Linnaeus, 1758Trichiurus lepturus

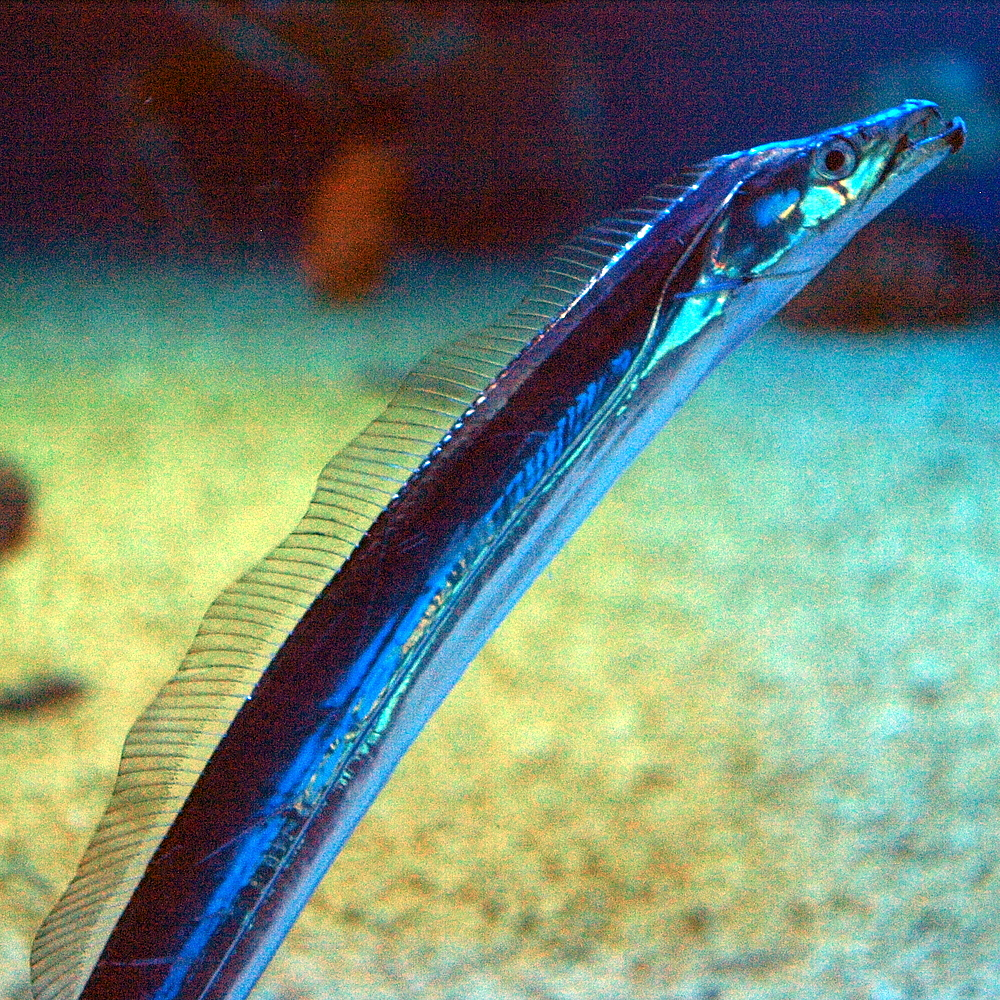
Trichiurus lepturus

  - Trichiurus auriga Klunzinger, 1884
  - Trichiurus australis Chakraborty, Burhanuddin & Iwatsuki, 2005
  - Trichiurus brevis Wang & You, 1992
  - Trichiurus gangeticus Gupta, 1966
  - Trichiurus japonicus Temminck & Schlegel, 1844
  - Trichiurus lepturus Linnaeus, 1758
  - Trichiurus margarites Li, 1992
  - Trichiurus nanhaiensis Wang & Xu, 1992
  - Trichiurus nickolensis Burhanuddin & Iwatsuki, 2003
  - Trichiurus nitens Garman, 1899
  - Trichiurus russelli Dutt & Thankam, 1967

## Fossilbefund
Es sind verschiedene fossile Haarschwänze bekannt, darunter Eutrichiurus delheidi aus dem Oligozän von Wiesloch (Baden) und eine Lepidopus-Art aus dem Pliozän von Licata (Sizilien).